# Foro del buey

Mapa de la Constantinopla bizantina. El Foro del buey se encuentra cerca de la sección media de las murallas costeras, a unos 350 metros al norte del puerto de Eleuterio.

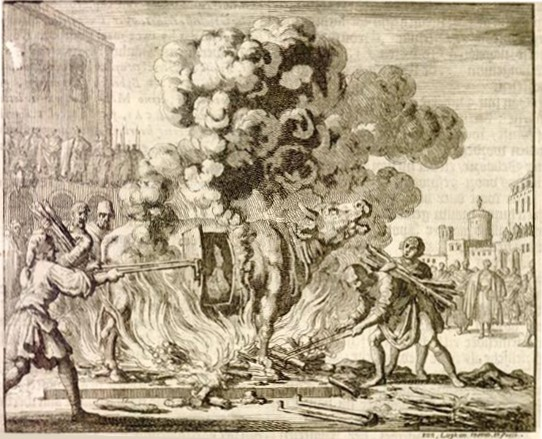
Una descripción idealizada de una ejecución con el toro de Falaris de Pérgamo.

El Foro del buey (en latín: Forum Bovis; en griego: ὁ Bοῦς, «el buey») fue una plaza pública (foro) en la ciudad de Constantinopla (actualEstambul). Utilizado como lugar de ejecuciones públicas y torturas, desapareció por completo después del fin del Imperio bizantino. Recibió su nombre del toro de Falaris que había sido traído de la ciudad de Pérgamo para ser utilizado como instrumento de tortura. Situado en el sur de Mese Odós, era uno de los puntos por donde transitaban las procesiones imperiales del Gran Palacio. Estaba decorado con bajorrelieves y hornacinas, uno de los cuales, en el que había una representación de Constantino el Grande y su madre, Helena, fue una gran inspiración para el arte bizantino posterior.

## Historia
Esta plaza probablemente fue parte del plan original de la ciudad diseñado por Constantino el Grande; como otros foros de Constantinopla, ciertamente se construyó en algún momento del siglo IV. El nombre de la plaza se originó a partir de una gran estatua de bronce hueca que representa la cabeza de un buey. La estatua, traída a Constantinopla desde Pérgamo en Asia Menor se utilizó como horno y dispositivo de aplicación de tortura: se encerraba a las personas dentro del toro, que luego se calentaba hasta que se ahogaban y quemaban.
Durante la primera persecución de los cristianos en Asia Menor bajo el emperador Domiciano, el buey, que todavía estaba en Pérgamo, fue utilizado para ejecutar al santo Antipas. Según la Patrología Latina, en el reinado de Juliano el Apóstata muchos cristianos fueron quemados dentro del buey, en ese momento ya trasladado a Constantinopla. En 562 se incendió el foro, entonces rodeado de almacenes y talleres. El cuerpo del usurpador Focas también fue quemado después de su deposición. Según algunas fuentes, el emperador Heraclio fundió la estatua para acuñar monedas de oro para pagar a su ejército en la guerra contra los persas. Sin embargo, esto no es cierto ya que las ejecuciones en la plaza continuaron estando atestiguadas durante el reinado de Heraclio, por ejemplo cuando Justiniano II quemó a dos patricios, Teodoro y Estefanía, ambos involucrados en un complot fallido en su contra. El mismo emperador amplió y adornó la plaza. Durante la iconoclasia bizantina, santa Teodosia (fallecida en 729) y san Andrés de Creta (fallecido en 766), ambos defensores del culto a los iconos, fueron ejecutados en la plaza. La primera se realizó con un cuerno de carnero clavado en su cuello.

## Descripción

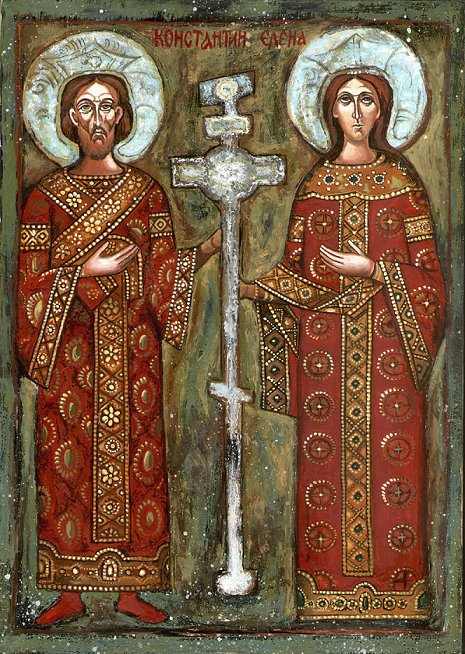
Icono bizantino de Constantino el Grande y su madre, Helena. Inspirado en el bajorrelieve de Foro del buey.

La posición del foro del buey se conoce por el trabajo De Ceremoniis, escrito por el emperador Constantino VII Porfirogéneta. Escribió que las dos procesiones imperiales comenzaban en el Gran Palacio y se realizaban cada año en las iglesias de Santa María de la Fuente y San Mocio respectivamente, transitaban por la plaza. Según esta información, el foro debería estar ubicado en el moderno barrio de Aksaray, en la esquina sur de Mese (la calle principal de la ciudad), en el valle del río Lico. Administrativamente, se incluyó entre la duodécima y undécima región. 
El foro tenía una planta rectangular con lados de 250 metros de ancho y 300 metros de largo. Según una fuente, en la década de 1950 su forma todavía era reconocible como un espacio vacío limitado al norte por 7-8 metros de terrazas elevadas. Según otros, la plaza debería estar ubicada al sur-suroeste de la mezquita de Murad Bajá. En el período bizantino, la plaza estaba rodeada de pórticos adornados con bajorrelieves y hornacinas con estatuas. Particularmente notable entre ellos fue un grupo que representaba a Constantino el Grande y su madre Helena sosteniendo en sus manos una cruz de plata bañada en oro, una composición que se hizo muy popular en el arte bizantino.
Junto al foro la emperatriz Irene había construido el Palacio de Eleuterio, llamado así porque estaba ubicado en el distrito bizantino de «Eleuterio» (ta Eleutheriou) y visto desde el puerto del mismo nombre en el mar de Mármara,  y también había un baño público erigido bajo Teófilo por el patricio Nicetas. El Foro del buey estaba bien conectado con otras partes importantes de la ciudad: el Mese, hacia el este, conectaba el foro con el Foro Amastriano y el Foro de Teodosio. Hacia el oeste, la misma calle comenzaba a subir la séptima colina, llegando al Foro de Arcadio y la meseta de Xerólofo. Finalmente, la vía Mese cruzaba las murallas teodosianas y la Puerta Dorada. Esta parte de la calle corresponde a las calles modernas de errahpaşa Caddesi y Kocamustafapaşa Caddesi. Otros dos caminos conectaban la plaza con las puertas de San Romano (actual Topkapı) y Pege (actual Silivri kapı).
La ubicación del foro aún no ha sido excavada. El barrio donde se encontraba el foro nunca fue afectado por los grandes incendios que asolaron Estambul en los siglos xix y xx. En 1956, durante las obras de construcción de Millet y Vatan Caddesi, las dos grandes calles históricas que atravesaban Estambul, se encontraron dos pilares del muro sur de la mezquita de Murad Bajá. Estos pilares, posiblemente pertenecientes a un arco del triunfo, probablemente formaban parte del foro. Sin embargo, también se encontraron in situ elementos constructivos únicos durante estas excavaciones. En 1968-1971, durante las obras de construcción de la calle Aksaray en la dirección sureste de la mezquita Pertevniyal Valide Sultan, no se encontraron restos de la plaza.